# Połomia (powiat strzyżowski)
Połomia (do 1958 Połomyja) – wieś w Polsce, położona w województwie podkarpackim, w powiecie strzyżowskim, w gminie Niebylec.
W 1346 roku król Kazimierz Wielki wydał przywilej na założenie wsi. Sołectwo z prawem lokacji wsi otrzymał rycerz króla Narcyz, syn sołtysa z Leżajska. W latach 1975–1998 miejscowość należała administracyjnie do województwa rzeszowskiego.
Miejscowość jest siedzibą parafii św. Mikołaja, należącej do dekanatu Czudec, diecezji rzeszowskiej.
Połomia znana jest z uprawy malin i odbywających się tu w lipcu Dożynek Malinowych, mających tradycje sięgające 1973 roku. Od 2010 roku święto nosi nazwę Podkarpackie Dożynki Malinowe.

## Integralne części wsi
| SIMC    | Nazwa      | Rodzaj    |
| ------- | ---------- | --------- |
| 0656982 | Gadejówka  | część wsi |
| 0656999 | Podgóry    | część wsi |
| 0657007 | Podlas     | część wsi |
| 0657013 | Podsośnina | część wsi |
| 0657020 | Pogorzała  | część wsi |
| 0657036 | Rzeki      | część wsi |
| 0657042 | Sołtysie   | część wsi |
| 0657059 | Za Rzeką   | część wsi |

## Ludność
Stan na 2014 rok
Źródło: Bank Danych Lokalnych
| Ludność   | %      | Liczba |
| --------- | ------ | ------ |
| Kobiety   | 51.28% | 802    |
| Mężczyźni | 48.72% | 762    |
| Razem     | 100%   | 1 564  |

## Zabytki
- Kościół pw. św. Mikołaja – pochodzi z XVI wieku. Znajduje się w nim późnogotycki tryptyk przedstawiający: w części środkowej postacie Matki Bożej, św. Katarzyny oraz św. Mikołaja, w bocznych skrzydłach m.in. sceny z życia św. Mikołaja, sceny męczeństwa św. Katarzyny, Agaty i Doroty, a także postacie św. Małgorzaty, Piotra, Andrzeja i Barbary.

## Znane osoby związane z wsią
- Henryk Jacek (ur. 1916, zm. 1940) – poeta tworzący w dwudziestoleciu międzywojennym
- Karolina z Rylskich Wojnarowska (1814-1858)